# Selyf ap Cynan
Selyf ap Cynan (o Selyf Sarffgadau) († circa 616) aparece en las antiguas genealogías galesas como un rey de Powys del siglo VII, hijo y sucesor de Cynan Garwyn.
Su nombre es una forma galesa de Salomón y aparece en las genealogías más antiguas como Selim. Se cuenta que llevaba el apodo «Sarffgadau», cuyo significado es «serpiente de batalla». Según los Anales de Úlster y los Annales Cambriae murió en la Batalla de Chester, luchando contra Etelfrido de Bernicia. Los Anales de Úlster le otorgan el título de Rey de los Britones, quizás porque dirigía en dicha batalla una fuerza combinada de varios reinos.